# Бартон (селище, Вермонт)
Бартон (англ. Barton) — селище (англ. village) в США, в окрузі Орлінс штату Вермонт. Населення — 690 осіб (2020).

## Географія
Бартон розташований за координатами 44°45′7″ пн. ш. 72°10′18″ зх. д. / 44.75194° пн. ш. 72.17167° зх. д. (44.752011, -72.171659).  За даними Бюро перепису населення США в 2010 році селище мало площу 3,69 км², з яких 3,07 км² — суходіл та 0,62 км² — водойми.

## Демографія
Згідно з переписом 2010 року, у селищі мешкало 737 осіб у 355 домогосподарствах у складі 181 родини. Густота населення становила 200 осіб/км².  Було 460 помешкань (125/км²).
Расовий склад населення:
| - 96,5 % — білих - 1,4 % — азіатів - 0,5 % — корінних американців - 0,3 % — чорних або афроамериканців |

До двох чи більше рас належало 1,4 %. Частка іспаномовних становила 0,7 % від усіх жителів.
За віковим діапазоном населення розподілялося таким чином: 18,0 % — особи молодші 18 років, 56,1 % — особи у віці 18—64 років, 25,9 % — особи у віці 65 років та старші. Медіана віку мешканця становила 45,9 року. На 100 осіб жіночої статі у селищі припадало 89,0 чоловіків;  на 100 жінок у віці від 18 років та старших — 89,9 чоловіків також старших 18 років.
Середній дохід на одне домашнє господарство  становив 41 956 доларів США (медіана — 26 719), а середній дохід на одну сім'ю — 63 710 доларів (медіана — 47 875). За межею бідності перебувало 14,2 % осіб, у тому числі 4,5 % дітей у віці до 18 років та 15,8 % осіб у віці 65 років та старших.
Цивільне працевлаштоване населення становило 185 осіб. Основні галузі зайнятості: освіта, охорона здоров'я та соціальна допомога — 25,9 %, роздрібна торгівля — 14,1 %, виробництво — 13,5 %.